# I. Fülöp tarantói herceg
I. Fülöp tarantói herceg (1278. november 10. – 1331. december 26.) 
II. Károly nápolyi király és Árpád-házi Mária magyar királyi hercegnő (V. István magyar uralkodó leánya) fiaként, Nápolyban.
1294. augusztus 13-án, L'Aquila-ban Fülöp nőül vette Komnéne Tamár Angelinát, I. (Komnénosz-Dukász) Nikeforosz epiruszi uralkodó leányát, aki öt gyermeket szült férjének:
- Károly
- Fülöp, felesége Aragóniai Jolán, II. Jakab aragóniai király és Anjou Blanka nápolyi királyi hercegnő legkisebb lánya
- Johanna
- Margit
- Bianka

1311-ben Tamár meghalt, Fülöp pedig két évvel később, 1313. július 29-én, Fontainebleau-ban nőül vette II. Katalin címzetes konstantinápolyi latin császárnőt, Valois Károly gróf és Courtenay Katalin leányát. (Valois Katalin előzőleg V. Hugó burgundiai herceg jegyese volt, ám eljegyzésüket végül felbontották.) Katalin hozományként az anyjától örökölt birtokait vitte magával a házasságba, ám Fülöp ezeket a földeket átengedte V. Hugó húgának, Johannának, aki Katalin féltestvéréhez, Valois Fülöphöz ment feleségül.
I. Fülöp tarantói herceg legidősebb fia, Károly eljegyezte Hainault-i Matildát, ám az eljegyzést visszavonták, Károly pedig új menyasszonyt választott, Valois Johanna személyében, aki Fülöp feleségének, Katalinnak volt a húga.
A párnak öt gyermeke lett:
- Róbert
- Lajos
- Margit
- Mária
- Fülöp

Fülöp 1331. december 26-án, 53 évesen hunyt el. Özvegye, Katalin 1346 októberében halt meg, Nápolyban. Többé nem ment férjhez, de állítólag hátralévő éveiben számos szeretőt tartott, köztük Niccolò Acciaioli-t is, az ismert itáliai arisztokratát.